# Windows清理助手
Windows清理助手是一款适用于Windows操作系统的计算机安全防护软件，由中国大陆的明和精品工作室推出。主要功能有清除恶意软件、扫描木马、修补系统漏洞等。该软件有绿色版本，无需安装即可使用。